# Mörk tetraka
Mörk tetraka (Crossleyia tenebrosa) är en fågel som numera förs till den nybildade familjen madagaskarsångare inom ordningen tättingar. Den är relativt liten, kortstjärtad och knubbig med jordbrun fjäderdräkt. Arten har sin utbredning i regnskog på Madagaskar där den lever på marken. Kunskapen om mörk tetraka är så pass begränsad att IUCN inte bedömer dess hotstatus. Den har dock med säkerhet inte setts på 20 år och tros minska i antal till följd av avskogningen på Madagaskar.

## Utseende
Mörk tetraka är en liten (14–15 cm) och knubbig marklevande fågel med rätt kort stjärt. Ovansidan är mörkt jordbrun utan inslag av gult eller grönt. I ansiktet syns en lysande gul ögonring och ett gult tygelstreck. Även på strupen syns en gul fläck. Bröstet har samma färg som ovansidan, buken ljusare. Den mestadels blekrosa näbben är rätt kort, de gråskära benen kraftiga.

## Utbredning och systematik
Mörk tetraka återfinns enbart i regnskogar på öst-centrala Madagaskar. Den behandlas som monotypisk, det vill säga att den inte delas in i några underarter. Tidigare placerades den i släktet Xanthomixis men DNA-studier visar att den är en systerart till gulbrynad tetraka (Crossleyia xanthophrys) och förs numera därför till Crossleyia.

### Familjetillhörighet
Tetrakorna i Xanthomixis har traditionellt betraktats som bulbyler (Pycnonotidae) och till och med inkluderats i bulbylsläktet Phyllastrephus. DNA-studier visar dock att de tillhör en grupp fåglar som enbart förekommer på Madagaskar och som numera urskiljs som en egen familj, Bernieridae.

## Status
Fram till 2020 kategoriserades arten som sårbar av IUCN, baserat på ett litet utbredningsområde som minskar i omfång och som är mycket fragmenterat till följd av skogsavverkning. Världspopulationen uppskattas då till mellan 1 500 och 7 000 individer. Idag anser IUCN att kunskapen är för begränsad för att bedöma vare sig populationsstorlek eller trender, varför den numera förs till kategorin kunskapsbrist. Inga säkerställda observationer finns av mörk tetraka de senaste 20 åren.

## Namn
Fågelns vetenskapliga artnamn tenebrosus är latin  och betyder just "mörk" eller "dyster".